# 헤레로어 위키백과
헤레로어 위키백과는 헤레로어로 운영되는 위키백과이다. 기호는 hz이다.